# Tilleyita
La tilleyita es un mineral de la clase de los sorosilicatos. Fue descubierta en 1933 en el condado de Riverside, en el estado de California (EE. UU.), siendo nombrada así en honor de Cecil E. Tilley, petrólogo inglés.

## Características químicas
Es un silicato anhidro de calcio con aniones adicionales carbonato. Su estructura molecular es la sorosilicato con cationes en coordinación octaédrica o mayor y aniones adicionales intercambiados.

## Formación y yacimientos
Aparece en la zona de metamorfismo de contacto que hay entre rocas ígneas y calizas, formado a baja presión y alta temperatura.
Suele encontrarse asociado a otros minerales como: merwinita, spurrita, gehlenita, vesubiana, grosularia, wollastonita, taumasita, fluorita o calcita.